# 古秀妃
古秀妃（1972年7月28日—），臺灣高雄美濃客家人出身的女性行政官員，現任中華民國客家委員會主任委員。熱衷從事各類客家事務（參與反美濃水庫運動、編纂美濃鎮誌、推廣客語教育），與陳文彬合拍執導紀錄片的《家》曾入圍2004年金馬獎最佳紀錄片。
曾任中研院研究助理、行政院客家委員會專門委員、臺灣省政府參議、屏東縣客事處處長、高雄市88風災重建會執行長、高雄市客委會主委、臺南市客委會主委。